# Леоненко Іван Федорович
Іван Федорович Леоненко (2 червня 1928, село Маячка, нині Новотроїцький район, Херсонська область, УРСР — 18 вересня 2017) — український тренер з бігу. Заслужений тренер УРСР (1963 р.), заслужений тренер СРСР (1990 р.).

## Життєпис
У 1951 закінчив Державний інститут фізичної культури.
З 1968 по 1972 працював у збірній команді СРСР старшим тренером з бігу на середні дистанції серед жінок, а з 1978 по 1981 — серед чоловіків.
Тренер збірної СРСР на Олімпійських іграх 1972, 1980.
Підготував 1 заслуженого майстра спорту СРСР, 6 майстрів спорту міжнародного класу, 35 майстрів спорту, 12 заслужених тренерів України, 1 заслуженого тренера СРСР. Серед вихованців — олімпійська чемпіонка Людмила Лисенко (Шевцова)
З 1985 по 2000 роки завідувач кафедри легкої атлетики Національного університету фізичного виховання і спорту України.
Указом Президента України від 14 лютого 1996 року присвоєна державна стипендія як видатному діячу фізичної культури і спорту.
Нагороджений медаллю «За трудову відзнаку» (1960 р.).
Помер у вересні 2017 року.

## Наукові дослідження
Методика керування тренувальним процесом у легкоатлетичних видах спорту на витривалість.